# Przełęcz Czuczelska

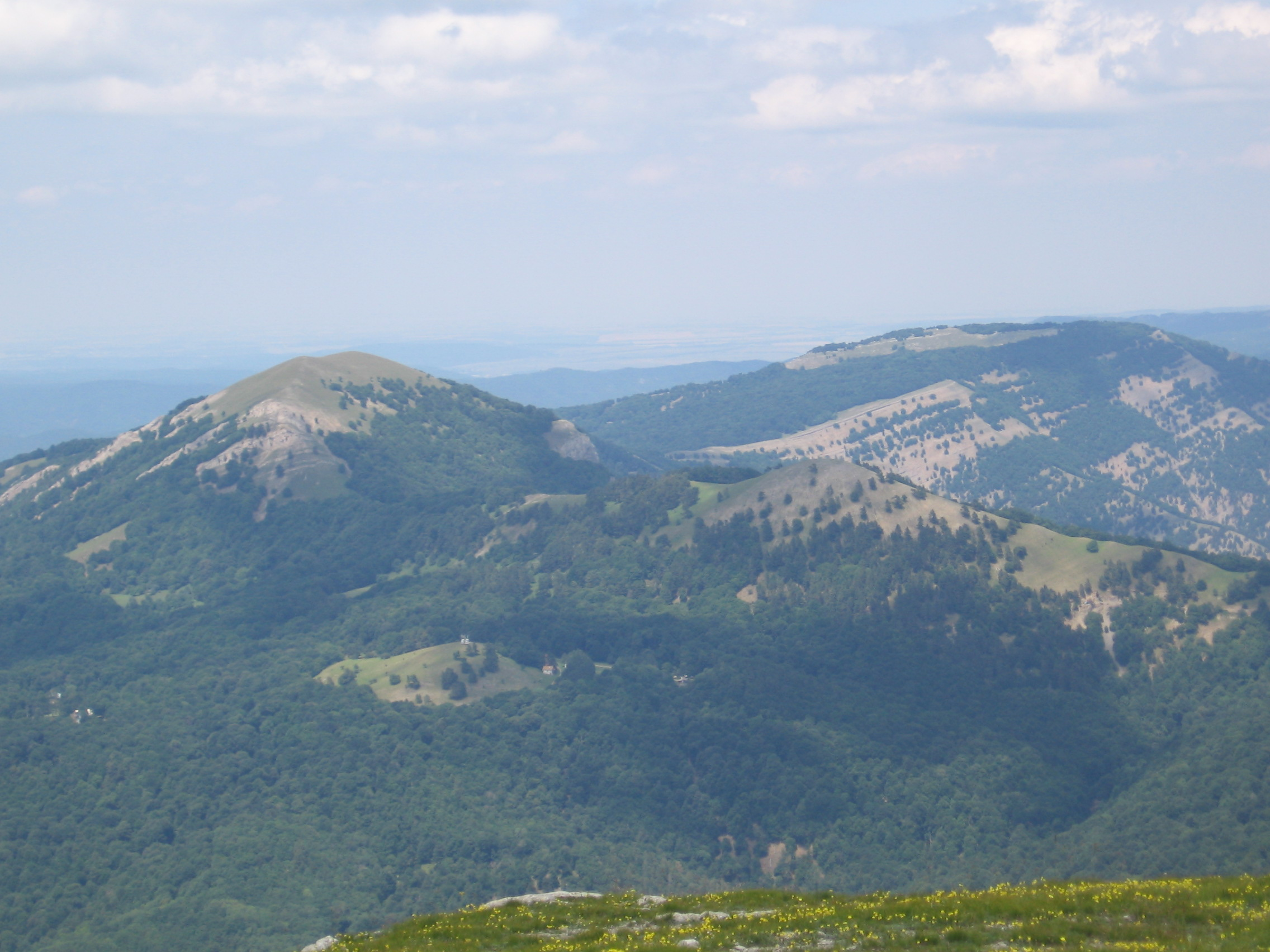
Sinap-Dag. Od lewej do prawej: Wielka Czuczel, Mała Czuczel, Przełęcz Czuczelska. Zdjęcie z góry Roman-Kosz

Przełęcz Czuczelska (ukr. Чучельський перевал - Czuczelśkyj perewał, ros. Чучельский перевал - Czuczielskij pieriewał) albo Sawłuch-Su-Bogaz (Савлух-Су-Богаз) – wąska przełęcz górska, która łączy Babugan-jajłę z górą Mała Czuczel. Przez nią przechodzi Szosa Romanowska. Przełęcz Czuczelska znajduje się w południowej części Babugan-Jajły. Wysokość przełęczy to 1157 m.